# Ett fruset liv
Ett fruset liv är en spänningsroman av Karin Wahlberg från 2003. 

## Handling
Kriminalkommissarie Claes Claesson undersöker ett fall där en ung kvinna hittas död i vattnet. Kvinnan, som är sjuksköterskestudent, har blivit mördad, varit död en tid, men utan att anmälas som saknad.